# Dissolution Technologies
Dissolution Technologies, abgekürzt Dissolut. Technol., ist eine wissenschaftliche Fachzeitschrift, die vom Dissolution Technologies-Verlag veröffentlicht wird. Die Zeitschrift erscheint derzeit mit vier Ausgaben im Jahr. Es werden Arbeiten veröffentlicht, die sich mit der Auflösung von Arzneimitteln beschäftigen.
Der Impact Factor lag im Jahr 2014 bei 0,528. Nach der Statistik des ISI Web of Knowledge wird das Journal mit diesem Impact Factor in der Kategorie Pharmakologie und Pharmazie an 237. Stelle von 254 Zeitschriften geführt.